# Colpogyne betsiliensis
Colpogyne betsiliensis ist die einzige Art der monotypischen Pflanzengattung Colpogyne in der Familie der Gesneriengewächse (Gesneriaceae). Dieser Endemit kommt nur im zentralen Madagaskar in der Provinz Fianarantsoa in Höhenlagen von 1500 bis 2000 Metern vor. Es sind nur wenige Fundorte bekannt.

## Beschreibung

### Vegetative Merkmale
Colpogyne betsiliensis ist eine ausdauernde krautige Pflanze. Sie bildet ein kurzes Rhizom.
Die wechselständig in einer Blattrosette angeordneten Laubblätter sind sitzend oder sehr kurz gestielt. Die einfache Blattspreite ist länglich-lanzettlich zur Basis hin schmaler werdend mit gekerbt-gesägten Rand. Beide Blattflächen sind wollig behaart.

### Generative Merkmale
Auf einem langen Blütenstandsschaft befinden sich im zymösen Blütenstand wenige bis mehrere Blüten meist nicht Paaren und es sind keine Deckblätter vorhanden.
Die zwittrigen Blüten sind zygomorph und fünfzählig mit doppelter Blütenhülle. Die fünf Kelchblätter sind nur an ihrer Basis verwachsen und die fünf Kelchlappen sind oval-elliptisch. Die fünf Kronblätter sind zu einer kurzen Kronröhre verwachsen. Die glockenförmige Blütenkrone ist vollständig weiß oder mit purpurfarbenem Rand. Die fünf kurzen Kronlappen sind zurückgebogen. Es gibt zwei Staubblätter, die am Grund der Kronröhre inseriert sind und etwa so lang wie die Kronröhre sind. Die Nektardrüsen sind ringförmig angeordnet und leicht gelappt. Der relativ kurze Fruchtknoten ist eiförmig und etwas abgeflacht. Der kurze Griffel endet in einer kopfigen Narbe.
Die Kapselfrüchte sind kurz und gerade (nicht verdreht). Die Samen sind warzig.

## Systematik und botanische Geschichte
Die Erstbeschreibung erfolgte 1967 unter dem Namen (Basionym) Streptocarpus betsiliensis durch Jean-Henri Humbert in Adansonia, Series 2, 7, 3, Seite 289. Brian Laurence Burtt stellte 1971 diese Art unter dem Namen Colpogyne betsiliensis (Humbert) B.L.Burtt in Flore de Madagascar et des Comores, Familie 180, Seite 150 in die neu von ihm aufgestellte Gattung Colpogyne. Der Gattungsname Colpogyne setzt sich aus dem lateinischen Wor colpus für „Kanal, Verengung“ und dem griechischen Wort γυνη, gynē für „Frau, Eierstock“ zusammen. Das Artepitheton betsiliensis ist eine Zusammensetzung aus einem madegassischen Ortsnamen und der lateinischen Nachsilbe -liensis für eine Herkunftsangabe.
Colpogyne betsiliensis ist die einzige Art der Gattung Colpogyne aus der Tribus Trichosporeae in der Unterfamilie Cyrtandroideae innerhalb der Familie Gesneriaceae. Schon das Synonym Streptocarpus betsiliensis zeigt, dass diese Art eng mit den Arten der Gattung Streptocarpus verwandt ist. Sie unterscheidet sich durch die kurzen, radiärsymmetrischen Blütenkelche und die nicht verdrehten Früchte.
Aber nach Nishii et al. 2015 ist die Gattung Streptocarpus weiter zu fassen mit zwei Untergattungen und mehreren Sektionen und enthält auch die Arten der Gattungen Hovanella A.Weber & B.L.Burtt sowie Colpogyne B.L.Burtt. Bei Nishii et al. 2015 gehört diese Art Streptocarpus betsiliensis Humbert wieder zur Gattung Streptocarpus Lindl. s. l. in der Sektion Colpogyne (B.L.Burtt) Mich.Möller & Bellstedt der Untergattung Streptocarpus. Ergebnis der Untersuchungen von Nishii et al. 2015 ist, dass alle Arten der Tribus Streptocarpinae zur Gattung Streptocarpus s. l. gehören und damit auch Saintpaulia.